# Victor Margueritte
Wiktor Margueritte (ur. 1 grudnia 1866 w Blidzie (Al-Bulajda), zm. 23 marca 1942 w Monestier (Allier)) – francuski powieściopisarz i dramaturg. 
Był bratem Paula, również pisarza. W swojej twórczości szczególną uwagę poświęcił problemom społecznym, które towarzyszyły codziennemu życiu ówczesnej Francji. Nie unikał podejmowania tematów kontrowersyjnych, popierał emancypację kobiet oraz działania propagujące pokój na świecie. Publikował w gazetach, które współpracowały z międzynarodowym ruchem komunistycznym. W 1922 wywołał skandal obyczajowy wydając powieść „Chłopczyca”, odebrano mu wówczas odznaczenie Legii Honorowej.
W 1920 zakupił w Ligurii duży majątek ziemski na zboczach wzgórza Meinier, mieszkał tam z żoną do 1938.
Był silnie związany z bratem Paulem (także pisarzem), którego utwory w latach 1896-1908 firmował swoim nazwiskiem.
Wszystkie jego utwory objęte były w 1951 roku zapisem cenzury w Polsce, podlegały natychmiastowemu wycofaniu z bibliotek.
Jego najsławniejsze utwory to:
- Prostytutka (1907)
- Młode kobiety (1908)
- Dziennik milicjantów (1912)
- Dzikie serce (1921)
- Chłopczyca (1922)
- Do szczęścia - tryptyk (1927-1930)
- Babel (1934)